# 페르디카스 3세

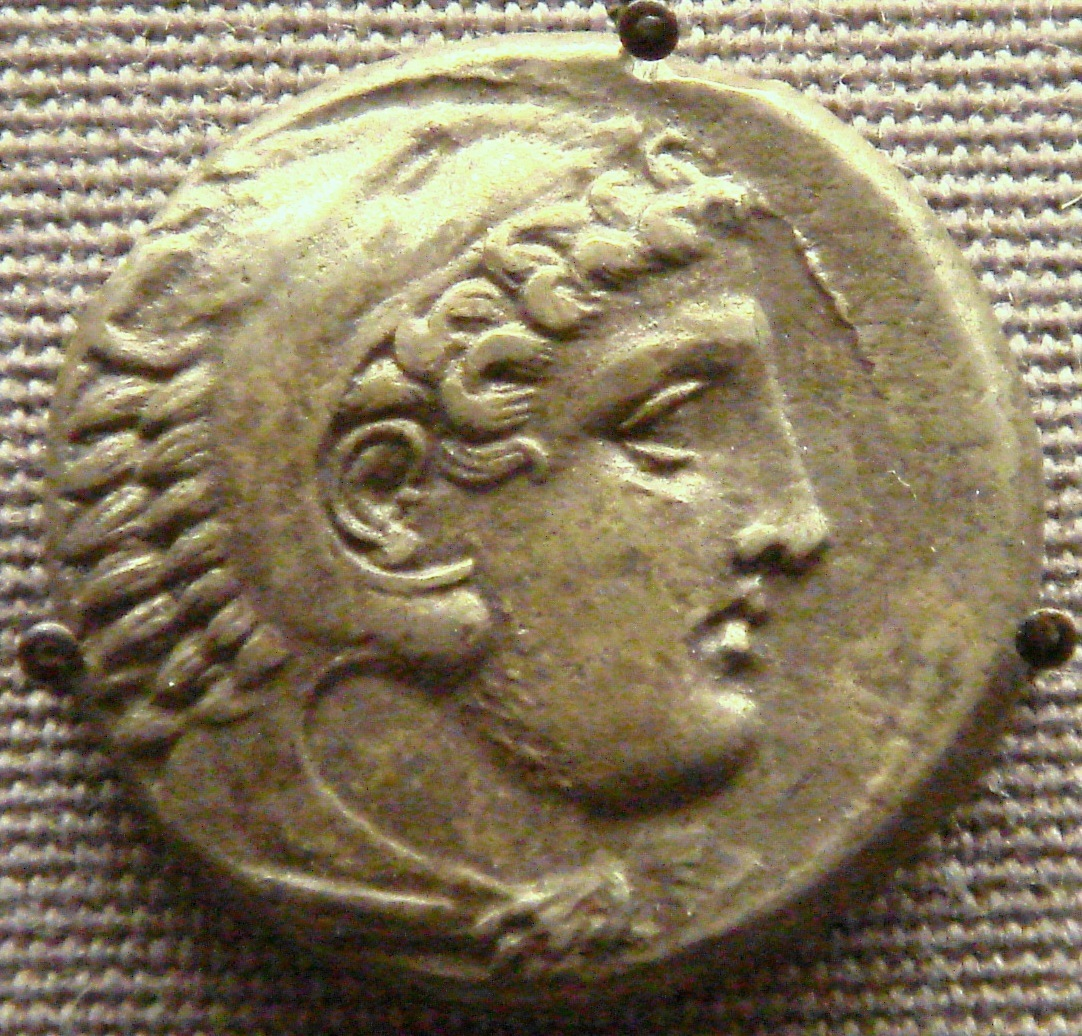

페르디카스 3세는 마케도니아 왕국의 왕(365 BC~359 BC)이었는데 그의 형제 알렉산드로스 2세를 계승하였다.
아민타스 3세와 유리디케 2세의 아들인 그는 알렉산드로스 2세가 알로로스의 프톨레마이오스에 의해 피살되었을 당시 청소년이었다. 당시 프톨레미가 집정관으로 다스리고 있었다. 페르디카스는 프톨레마이오스를 피살하고 스스로 왕이 되었다.
페르디카스는 일리리아의 바르딜리스 와의 전투에서 피살되었다. 페르디카스 3세 (368-359)는 북부 마케도니아를 다시 정복하려 하였지만 원정은 대실패로 끝나고 마케도니아는 멸망의 위기에 휩싸인다. 그리고 왕위는 그의 유아 아들 아민타스 4세에게 넘어갔다. 그러나 왕좌는 곧 페르디카스의 동생인 필리포스 2세에 의해 찬탈되었다.
그는 한때 암피폴리스를 위해 아테네와 적대하였다.